# Грибоваха
Грибоваха (укр. Грибуваха) — село, относится к Ровеньковскому городскому совету Луганской области Украины. Под контролем подконтрольной России Луганской Народной Республики.

## География
Соседние населённые пункты: сёла Благовка, Новодарьевка на юго-востоке, Платоновка, Новокрасновка на юге, Бобриково на юго-западе, Егоровка на западе, Вишнёвое на северо-западе; город Ровеньки на севере; село Ульяновка и посёлки Дзержинский на северо-востоке, Нагольно-Тарасовка на востоке.

## Население
Население по переписи 2001 года составляло 394 человека. Население на 2011 год — 313 человек.

## Общие сведения
Почтовый индекс — 94779. Телефонный код — 6433. Занимает площадь 1,163 км². Код КОАТУУ — 4412391002.

## Местный совет
94793, Луганская обл., Ровеньковский городской совет, с. Благовка, ул. Ленина, 25